# Квадроплексный телеграф
Квадроплексный телеграф — это тип электрического телеграфа, который позволяет одновременно передавать и принимать четыре отдельных сигнала по одному проводу (по два сигнала в каждом направлении). Таким образом, квадроплексная телеграфия реализует форму мультиплексирования.
Технология была изобретена Томасом Эдисоном, который продал права Western Union в 1874 году за 10 000 долларов (что эквивалентно 239 500 долларам в 2021 году).
Проблема одновременной отправки двух сигналов в противоположных направлениях по одному и тому же проводу была ранее решена Юлиусом Вильгельмом Гинтлом и улучшена до коммерческой жизнеспособности Дж. Б. Стернсом; Эдисон добавил возможность удваивать число сигналов в каждом направлении.
Этот метод объединил диплекс (мультиплексирование двух сигналов в одном направлении), который ранее изобрел Эдисон, с дуплексом в стиле Стернса (одновременная двунаправленная связь).

### Схема устройства
Поскольку в телеграфах используется один провод, ток должен протекать через сигнальное (шумовое) реле на обоих концах (местном и удаленном). Для дуплекса задача состоит просто в том, чтобы местное сигнальное реле не щелкало при нажатии клавиши, а щелкало при нажатии на пульте дистанционного управления. Это достигается разделением реле на две обмотки соленоида и подачей напряжения питания местного ключа в среднюю их точку. Таким образом, при нажатии локальной клавиши ток делится поровну в двух направлениях. Один из них проходит через катушку реле, а затем в согласованную оконечную нагрузку. Согласованная согласующая нагрузка и катушка реле согласованы с идентичной настройкой на принимающей стороне, чтобы поддерживать ток между двумя катушками соленоида как можно более равномерным.

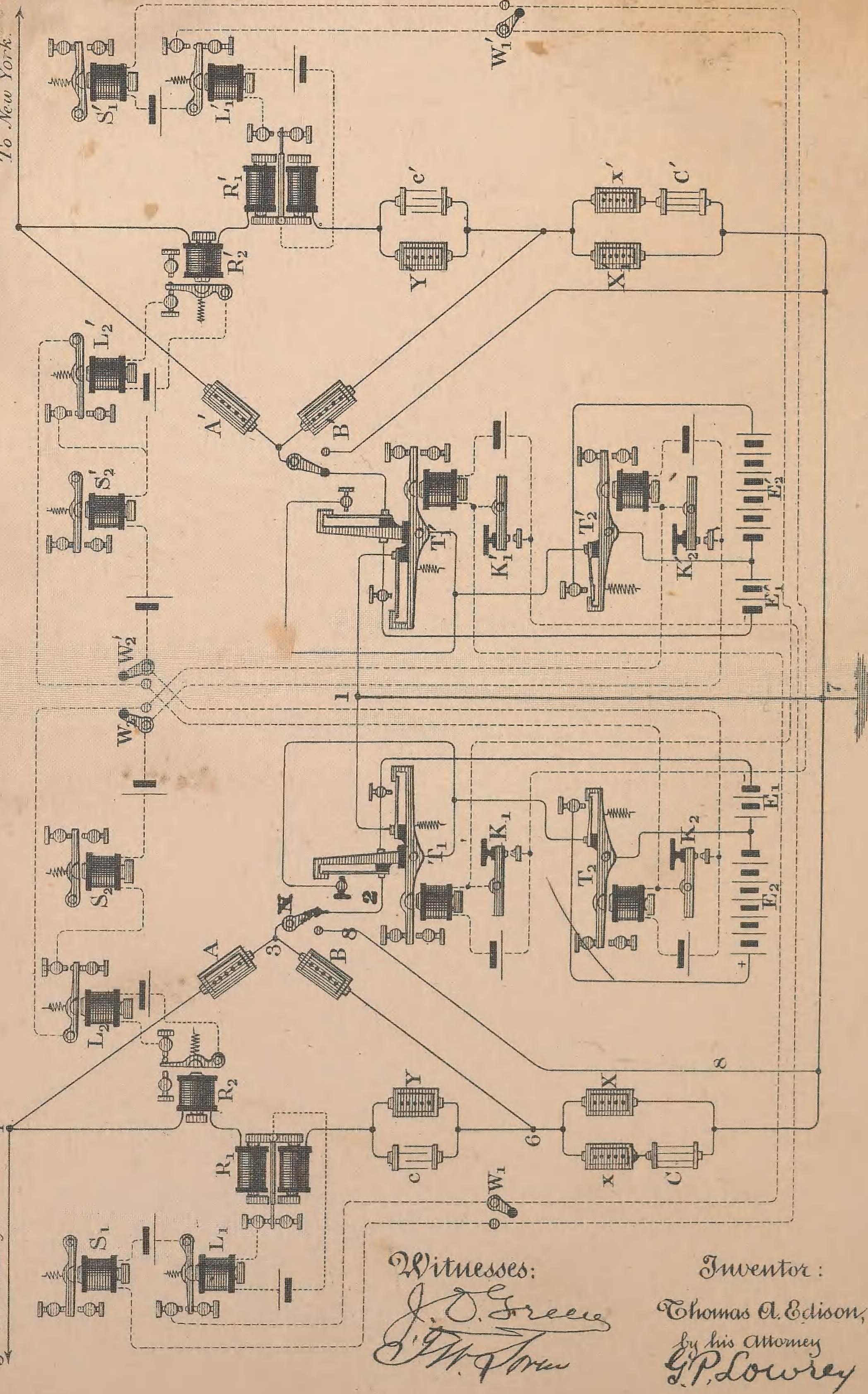
Патентный рисунок квадроплексного телеграфа Эдисона

Другая половина тока передается по проводу на удаленное реле (которое часто переключает дистанционное сигнальное реле) и его оконечную нагрузку. Поскольку ток, протекающий в этом Y-образном соединении между соленоидами, течет в противоположных направлениях в двух локальных соленоидах, они суммируются с отсутствием суммарного магнитного поля, и локальное реле не активируется. На удаленном конце посылаемый ток протекает через оба соленоида в одном направлении и в оконечную нагрузку. Поскольку ток протекает одинаково в обоих соленоидах, дистанционное сигнальное реле активируется этим локальным ключом. посылаемый ток течет через оба соленоида в одном направлении и в оконечную нагрузку. Поскольку ток протекает одинаково в обоих соленоидах, дистанционное сигнальное реле активируется этим локальным ключом. посылаемый ток течет через оба соленоида в одном направлении и в оконечную нагрузку. Поскольку ток протекает одинаково в обоих соленоидах, дистанционное сигнальное реле активируется этим локальным ключом.
Для диплекса используется другой прием. Для одновременной отправки двух сообщений необходимо два независимых местных телеграфных ключа. Они устроены таким образом, что на одном из них полярность батареи меняется на противоположную. Во-первых, обратите внимание на проблему, которую необходимо решить: дуплексный соленоид, как описано выше, не может решить, в каком направлении течет ток. В то время как магнитное поле соленоида было бы в противоположном направлении, индуцированный ферромагнетик в железном стержне будет притягиваться в любом случае, замыкая сигнальное реле независимо от направления протекания тока. Решение состоит в том, чтобы заменить металл постоянным магнитом, а релейный переключатель заменить двухполюсным переключателем. Теперь постоянный магнит определяет направление поля, притягиваясь и отталкиваясь. Когда постоянный магнит отталкивается на север, переключатель замыкается на один полюс, и когда постоянный магнит отталкивается на юг, переключатель замыкается на другой полюс. Эдисон обнаружил, что для повышения практичности необходимы другие дополнительные реле, чтобы обеспечить гистерезис, который предотвратил бы неопределенность или дрожание переключателя в момент изменения направления тока и для отправки разделенного сигнала на соответствующий звуковой излучатель.

### Инновации
Хотя это концептуально элементарно для современных инженеров, нужно понимать, что мультиплексирование было заслуживающим патента прорывом и огромной экономической победой для телеграфии, поскольку большая часть проблем и затрат была связана с тем, что между станциями протягивались длинные провода. Этот тип диплексирования на основе полярности аналогичен современному, так называемому, чарлиплексингу, часто используемому в светодиодных панелях: диодная природа светодиодов позволяет управлять двумя разными (красными или зелеными) светодиодами, подключенными к земле, одним и тем же проводом в зависимости от полярность напряжения. Эдисон и Стернс имели дело с ограниченным количеством электронных компонентов того времени.
Нововведение Стерн заключалось в использовании конденсатора в согласующей нагрузке. Без этого были бы возможны только короткие расстояния передачи, потому что несоответствие импеданса реактивного длинного провода не уравновешивало бы токи в двух половинах местного реле, активируя его. Это было новшеством, поскольку согласование импедансов для линий передачи вместо простых омических цепей изначально не использовалось. Это был значительный технологический прогресс, поскольку в то время конденсаторы было трудно производить.
Нововведения Эдисона заключались в использовании поляризованного реле с постоянными магнитами (вместо еще не изобретенного диода) и использовании некоторой вспомогательной логики реле для добавления полезного гистерезиса, чтобы избежать неопределенных состояний реверсирования тока (избегая необходимости в дорогостоящих конденсаторы). Метод объединения диплекса и дуплекса, разработанный Эдисоном, позволил создать квадруплекс.